# 瑞能新能源
瑞能新能源（ReneSola Ltd.，股票代码：SOL）是一家总部位于中国上海的新能源公司，曾用名为昱辉阳光，主要从事太阳能光伏产品的研发、生产和销售以及光伏电站的开发、建设和运营。
2005年，李仙寿成立昱辉阳光。一年多該企業登陆伦敦证券交易所，成为第二家海外上市的中国太阳能企业。2008年1月又在纽约证券交易所上市。後來企業由於收购過多未能轉化成利潤，再加上欧美对中国晶体硅光伏产业的双反调查，昱辉阳光业绩下滑。2019年，昱辉阳光被列入失信被執行人名单，李仙寿被限制消费。2020年，昱辉阳光破产重整，公司更名為瑞能新能源。